# Jack Vreeswijk

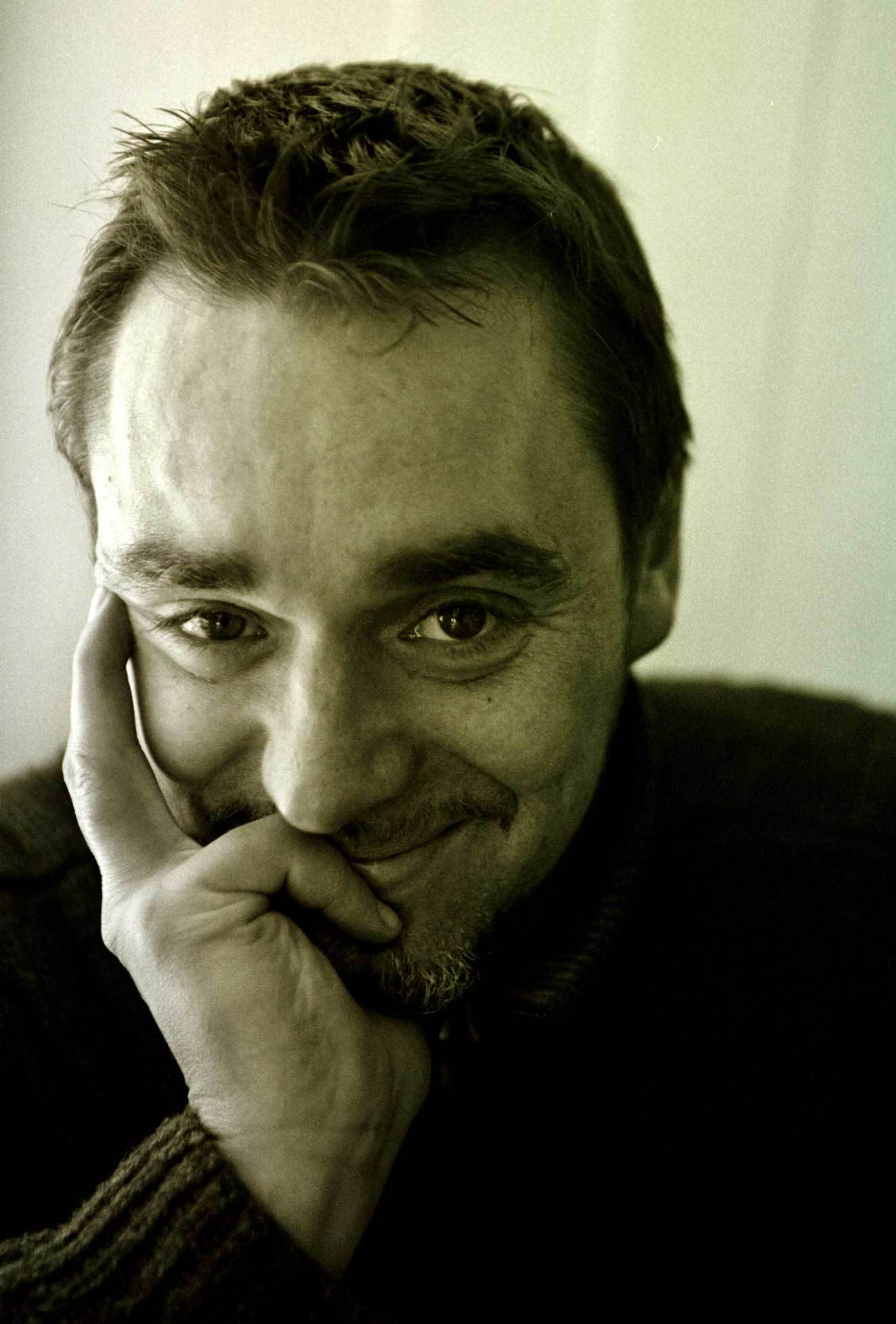
Jack Vreeswijk 2011.

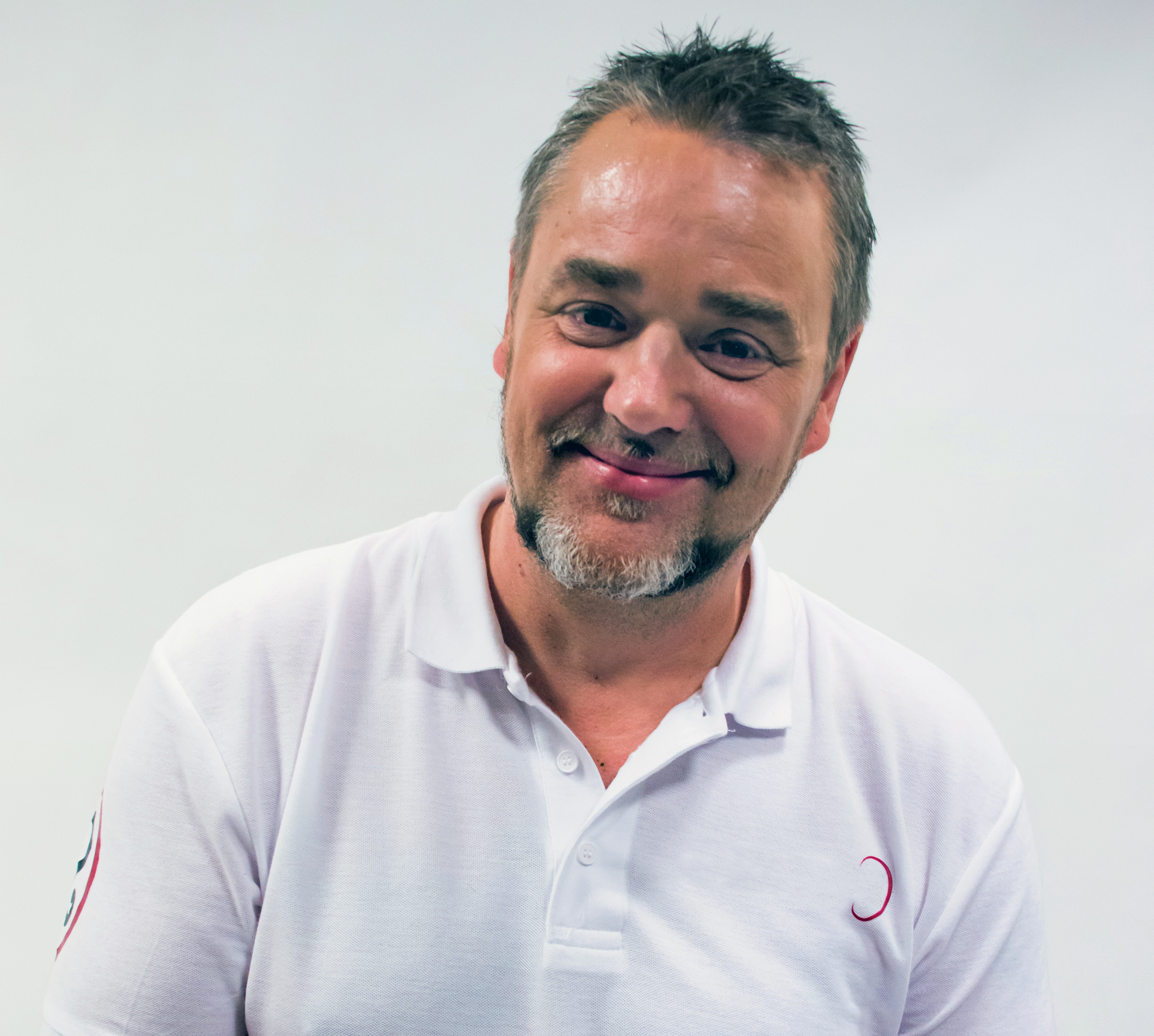
Jack Vreeswijk 2015.

Lars Jacob Jack Vreeswijk, född 25 januari 1964 i Sankt Matteus församling, Stockholm, död 3 april 2023 i Uddevalla, var en svensk vissångare, sångtextförfattare och kompositör. Han var son till Cornelis Vreeswijk.

## Biografi
Jack Vreeswijk, som var son till trubaduren Cornelis Vreeswijk och Ingalill Rehnberg, släppte fyra egna album och sjöng ofta sin fars visor. Vid sin sida hade han sedan 1998 gitarristen Love Tholin. Sommaren 2006 spelade Jack Vreeswijk med ensemble föreställningen Från James Dean till Nationalskald på Lundsbrunns hälsobrunn i Götene. Manuset skrevs av honom själv och handlade om hans far. Han spelade även huvudrollen som den äldre Cornelis Vreeswijk. Skådespeleriet varvades med låtar. Jack Vreeswijk har även komponerat musik till filmen om Cornelis Vreeswijks liv samt producerat nio av spåren på Hans-Erik Dyvik Husbys album I ljuset av Cornelis.
Vid sidan av musicerandet arbetade han bland annat som slaktare och på ett autismcenter.
År 2018 var Vreeswijk sommarvärd i Sommar i P1.
Vreeswijk avled 2023 efter en längre tids cancersjukdom och är begravd på Lane-Ryrs kyrkogård.

## Priser och utmärkelser
- 2000 – Cornelis Vreeswijk-stipendiet
- 2008 – Fred Åkerström-stipendiet
- 2022 – Visfestivalens stipendium, Visfestivalen i Lund

## Diskografi
- 1996 – Is i magen (Sonet Records).[13]

- 2004 – Underbart (MNW).[14]

- 2009 – Jack Vreeswijk sjunger Vreeswijk (Lionheart International).[15]

- 2010 – Musiken från filmen Cornelis (kompositör)

- 2012 – Wichita (Atenzia Records).[16]

### Singlar
- 1996 – Hon har (Sonet Records).[17]

- 1996 – Min stad (Sonet Records).[18]

- 1996 – Mina gamla skor (Sonet Records).[19]

## Kompositioner
- Hon kommer aldrig hem.[14]
- Underbart.[14]
- Lilleman.[14]
- Telegram för Lucidor (skriven tillsammans med Cornelis Vreeswijk).[15]
- Tidens tand.[15]
- Gull är död (skriven tillsammans med Cornelis Vreeswijk).[15]
- Morgon.[15]
- Wichita (musiken är skriven av Jimmy Webb).[16]
- Hamster Joe.[16]
- Norsk blues.[16]
- Du & jag.[16]
- Loves låt (skriven tillsammans med Love Tholin).[16]
- Blips blues (skriven tillsammans med Cornelis Vreeswijk).[16]

### Arrangemang
- Ballad om en gammal knarkare (arrangerad tillsammans med Love Tholin).[14]
- Blues för Fatumeh (arrangerad tillsammans med Love Tholin).[14]
- I väntan på en bränsleman (arrangerad tillsammans med Love Tholin).[14]
- Lilla regn.[14]
- Grimasch om morgonen.[15]
- Jag och Bosse Lidén (arrangerad tillsammans med Love Tholin).[15]
- Sjuttonde balladen.[15]
- Elisabeth (arrangerad tillsammans med Love Tholin).[15]